# Оніфаї
Оніфаї (італ. Onifai, сард. Oniài) — муніципалітет в Італії, у регіоні Сардинія,  провінція Нуоро.
Оніфаї розташоване на відстані близько 360 км на південний захід від Рима, 95 км на північ від Кальярі, 40 км на південний захід від Нуоро.
Населення — 757 осіб (2014).

## Демографія
Населення за роками:

Станом на 1 січня 2023 року в муніципалітеті офіційно проживали 24 іноземці з 7 країн, серед них 9 громадян країн Євросоюзу.

## Сусідні муніципалітети
- Гальтеллі
- Ірголі
- Орозеї
- Сініскола